# Octolasmis californiana
Octolasmis californiana är en kräftdjursart som beskrevs av William A. Newman 1960. Octolasmis californiana ingår i släktet Octolasmis och familjen Poecilasmatidae. Inga underarter finns listade i Catalogue of Life.